# A hatodik napon
A hatodik napon (eredeti cím: The 6th Day) 2000-ben bemutatott amerikai sci-fi, akció-thriller film, melyet Roger Spottinswoode rendezett, a főszerepben Arnold Schwarzenegger látható. 
A film anyagilag sikeres volt, de a bevételek ellenére vegyes kritikákat kapott a kritikusoktól. Schwarzenegger a filmbeli szerepléséért 25 millió dolláros fizetést kapott.

## Rövid történet
Egy családapát klónoznak a saját tudta és beleegyezése nélkül, és a klón az ő helyére próbál lépni.

## Cselekménye
A közeljövő meghatározatlan időpontjában az állatok és az emberi szervek klónozása rutinszerűvé válik. A teljes emberi egyedek klónozását azonban tiltják az úgynevezett „hatodik napi” törvények.
A milliárdos Michael Drucker, a Replacement Technologies klónozó vállalat tulajdonosa felbérli Adam Gibson vadászpilótát és társát, Hank Morgant egy síútra. Drucker prominenciája miatt először vér- és szemvizsgálatnak kell alávetniük magukat, hogy ellenőrizzék alkalmasságukat. Drucker érkezésének napján Adam rájön, hogy a család kutyája, Oliver meghalt, Hank ekkor felajánlja barátjának, hogy a RePet által klónoztathatja a háziállatot. Miután meglátogat egy „RePet” boltot, a férfit továbbra sem győzi meg, és helyette egy animatronikus babát, egy Cindy nevű SimPal-t vásárol. A sítúrán azonban Drucker és Hank lövést kapnak az egyik síelőtől.
Adam hazatérve felfedezi, hogy nemcsak Olivert klónozták már, hanem önmaga klónja is a családjával van, egy másik SimPal Cindyvel együtt. A Replacement Technologies biztonsági ügynökei, Marshall, Talia, Vincent és Wiley azzal a szándékkal érkeznek, hogy megöljék Adamet. Az ezt követő üldözés során Adam megöli Taliát és Wileyt, majd megszökik, de később mindkettőjüket klónozzák. Adam elmegy a rendőrségre, de nem hiszik el a történetét, mivel a klón már bejelentette, hogy ellopták az autóját, és őt őrültnek tartják. Hívják a biztonságiakat, de ő megszökik, és az életben lévő Hank lakásán keres menedéket. Hank nehezen hiszi el a történetét, de amikor megmutatja neki a klón Adamet, segít neki. Adam fontolóra veszi, hogy megöli a klónját, de képtelen rá, és visszatérnek Hank lakására, ahol rajtaüt Tripp, a síelő, aki lelőtte Druckert és Hanket. Tripp lelövi és megöli Hanket, de Adam halálosan megsebesíti. A magát klónozásellenes vallási szélsőségesnek nyilvánító Tripp közli Adammel, hogy Hank egy klón volt, mivel aznap korábban a hegycsúcson megölte az eredetit, hogy aztán megölhesse Druckert, aki szintén egy klón volt, és most már van egy új Drucker-klón. Marshall és a többi ügynök megérkezik a helyszínre, és Tripp tájékoztatja Adamot, hogy az információit a klónozó laboratóriumban dolgozó informátoroktól szerezte, és ismeri a kilétüket. Tripp ezután öngyilkosságot követ el azzal, hogy fejbe lövi magát, nehogy Marshall és a többiek elfogják, és így megakadályozza, hogy az emlékeit beszkenneljék. Az ügynökök támadni kezdik Adamet, de ő képes újra hatástalanítani Marshallt és Taliát, a nő hüvelykujját pedig magával viszi.
Válaszokat keresve Adam Talia hüvelykujjával belopózik a Replacement Technologies-ba, és megtalálja Dr. Griffin Weirt, a Drucker illegális emberklónozási technológiája mögött álló tudóst. Weir megerősíti Tripp információit a klónozásról, hozzátéve, hogy Drucker feltámasztásához az esetet el kellett titkolni, és Adamet azért klónozták, mert tévesen azt hitték, hogy megölték, amikor ő és Hank helyet cseréltek, amire csak később jöttek rá, ekkor Hanket is klónozták, ezért is próbálják az ügynökök megölni Adamet. Weir elmagyarázza, hogy Drucker - aki már évekkel korábban meghalt - minden vagyonát elveszítheti, ha a leleplezés nyilvánosságra kerül, mivel a klónoknak nincsenek a törvény előtt jogaik. Weir, aki együttérez Adam helyzetével, átadja neki a Drucker-klón memórialemezét (szinkront), de figyelmezteti, hogy Drucker lehet, hogy inkább a másik Adam után megy, és ezzel veszélybe sodorja Adam családját. Weir azt is felfedezi, hogy Drucker halálos betegségekkel rendelkező klónozott embereket tervezett, hogy ezzel biztosítékot nyújtson az árulás ellen. Miután megtudja, hogy a saját felesége is ilyen áldozat volt, Weir szembeszáll Druckerrel, és felmond. Drucker vonakodva agyonlövi őt, miután megígérte, hogy őt és a feleségét is klónozza.
Drucker ügynökei elrabolják a Gibson családot Adam lányainak iskolai előadása közben, Adam ekkor szembesül a klónjával. Vonakodva összefognak, és tervet dolgoznak ki Drucker létesítményének elpusztítására. Míg Adam tönkreteszi a biztonsági rendszert és elfogják, a klón beoson, elhelyez egy bombát és megmenti a családot. Drucker azonban elmondja Adamnek, hogy ő maga a klón, a másik Adam az eredeti. Kezdetben kételkedik, de Drucker bebizonyítja, hogy Adam a klón, mivel a szemhéj alsó részében rejtett fizikai elváltozások vannak, amelyek jelzik, hányszor klónoztak valakit. Adam feldühödve harcol Drucker ügynökeivel, Drucker pedig halálosan megsebesül, míg Talia, Wiley, Vincent és Marshall végleg meghal. Drucker-nek sikerül klónoznia magát, mielőtt meghalna, de a hibásan működő berendezés miatt az új Drucker-klón hiányos és rendkívül torz lesz. Miközben a klónozott Adam a tetőre verekszi magát, az igazi Adam helikopterrel megmenti, miközben Drucker a halálba zuhan, mielőtt a létesítmény felrobban.
Mivel az igazi Adam már mérsékeltebben látja a klónozást, elintézi, hogy a klónja Argentínába költözzön, hogy ott indítsa el a charter-üzletük szatellit irodáját. A klón létezését titokban tartják, különösen miután kiderül, hogy DNS-ében nincsenek beágyazott betegségek, így esélyt kap a teljes életre. Mivel Drucker számára nem volt politikai jelentősége, a Gibson családnak búcsúajándékként a klón Hank RePet macskáját, Sadie-t adja nekik. Az igazi Adam repülőről búcsúzik el a klóntól.

## Szereplők
| Szerep                           | Színész               | Magyar hang         |
| -------------------------------- | --------------------- | ------------------- |
| Adam Gibson / Adam Gibson klónja | Arnold Schwarzenegger | Gáti Oszkár         |
| Michael Drucker                  | Tony Goldwyn          | Rékasi Károly       |
| Hank Morgan                      | Michael Rapaport      | Forgács Péter       |
| Robert Marshall                  | Michael Rooker        | Fazekas István      |
| Talia Elsworth                   | Sarah Wynter          | Orosz Helga         |
| Natalie Gibson, Adam felesége    | Wendy Crewson         | Orosz Anna          |
| P. Wiley                         | Rodney Rowland        | Kálloy Molnár Péter |
| Vincent Bansworth                | Terry Crews           | Hankó Attila        |
| Speaker Day                      | Ken Pogue             | Makay Sándor        |
| Tripp                            | Colin Cunningham      | Seder Gábor         |
| Dr. Griffin Weir                 | Robert Duvall         | Versényi László     |
| Katherine Weir                   | Wanda Cannon          | Spilák Klára        |
| Clara Gibson, Adam lánya         | Taylor Anne Reid      | Czető Zsanett       |
| Virtuális barátnő                | Jennifer Gareis       | Oroszlán Szonja     |
| SimPal Cindy                     | Andrea Libman         | Szalay Gyöngyvér    |

## Bevétel és fogadtatás
A film vegyes kritikákat kapott. A kritikusoktól a film 40%-os pozitív értékelést kapott összesen a Rotten Tomatoesen. Észak-Amerikában a film 3. helyen nyitott, 13 millió dolláros bevétellel a nyitóhétvégén. 96 millió dolláros bevételt hozott világszerte nézve, a 82 millió dolláros költségvetésével ellenben. A hatodik napon 3 Arany Málna díjat szerzett – Schwarzenegger jelölései:
- Legrosszabb színész (mint az igazi Adam)
- Legrosszabb férfi mellékszereplő (mint Adam klónja)
- Legrosszabb képernyőpáros (Schwarzenegger, mint Adam és klónja)

## Produkció

### Forgatási helyszínek
- Kanada – Vancouver
- Vancouver Library tér, Vancouver, Kanada
- Egyesült Államok, A sötétség háza
- McMath Gimnázium
- Simon Fraser Egyetem
- Toronto, Kanada, Toronto-i bevásárlóközpont
- Ladner, British Columbia, Kanada
- Richmond, British Columbia, Kanada

### Házimozi-megjelenés
A hatodik napon megjelent az alábbi időpontokban:
| Kiadás dátuma      | Terület                    | Formátum | Megjegyzés                                                          |
| ------------------ | -------------------------- | -------- | ------------------------------------------------------------------- |
| 2001. március 7.   | Egyesült Államok és Kanada | DVD      | Megszűnt                                                            |
| 2001. május 27.    | Egyesült Államok és Kanada | VHS      | Megszűnt                                                            |
| 2003. június 3.    | Egyesült Államok és Kanada | DVD      | Különleges kiadás                                                   |
| 2003. december 15. | Egyesült Államok és Kanada | DVD      | Schwarzenegger akciós csomag: A hatodik napon és Az utolsó akcióhős |

Blu-ray kiadásban, az Amerikai Egyesült Államokban és Kanadában, 2008. április 8-án jelent meg.